# Mycalesis bazochii
Mycalesis bazochii är en fjärilsart som beskrevs av Guérin 1829. Mycalesis bazochii ingår i släktet Mycalesis och familjen praktfjärilar. Inga underarter finns listade i Catalogue of Life.